# سوخو-۲۸
سوخو-۲۸ (به انگلیسی: Sukhoi Su-28) یک هواگرد ساختِ کارخانهٔ سوخو در کشور روسیه است. نخستین استفاده‌کنندهٔ این هواپیما نیروی هوایی روسیه بوده‌است. این هواگرد برای نخستین بار در ۱۹۸۷ میلادی مورد استفاده قرار گرفت.